# Ніскаллі-Резервейшен (Вашингтон)
Ніскаллі-Резервейшен (англ. Nisqually Reservation) — індіанська резервація та переписна місцевість (CDP) в США, в окрузі Тюрстон штату Вашингтон. Населення — 668 осіб (2020).

## Географія
Ніскаллі-Резервейшен розташоване за координатами 47°1′33″ пн. ш. 122°41′22″ зх. д. / 47.02583° пн. ш. 122.68944° зх. д. (47.025961, -122.689456).  За даними Бюро перепису населення США в 2010 році переписна місцевість мала площу 7,12 км², з яких 7,11 км² — суходіл та 0,01 км² — водойми.

## Демографія
Згідно з переписом 2010 року, у переписній місцевості мешкало 575 осіб у 182 домогосподарствах у складі 144 родин. Густота населення становила 81 особа/км².  Було 190 помешкань (27/км²).
Расовий склад населення:
| - 59,5 % — корінних американців - 24,7 % — білих - 2,1 % — вихідців з тихоокеанських островів - 1,0 % — чорних або афроамериканців - 1,0 % — азіатів - 1,6 % — осіб інших рас |

До двох чи більше рас належало 10,1 %. Частка іспаномовних становила 7,7 % від усіх жителів.
За віковим діапазоном населення розподілялося таким чином: 30,8 % — особи молодші 18 років, 61,5 % — особи у віці 18—64 років, 7,7 % — особи у віці 65 років та старші. Медіана віку мешканця становила 32,4 року. На 100 осіб жіночої статі у переписній місцевості припадало 96,2 чоловіків;  на 100 жінок у віці від 18 років та старших — 97,0 чоловіків також старших 18 років.
Середній дохід на одне домашнє господарство  становив 61 365 доларів США (медіана — 53 438), а середній дохід на одну сім'ю — 60 595 доларів (медіана — 55 417). Медіана доходів становила 49 750 доларів для чоловіків та 45 313 долари для жінок. За межею бідності перебувало 23,1 % осіб, у тому числі 21,6 % дітей у віці до 18 років та 32,4 % осіб у віці 65 років та старших.
Цивільне працевлаштоване населення становило 217 осіб. Основні галузі зайнятості: публічна адміністрація — 34,1 %, освіта, охорона здоров'я та соціальна допомога — 19,4 %, мистецтво, розваги та відпочинок — 10,1 %, будівництво — 8,3 %.